# Adolph Donath

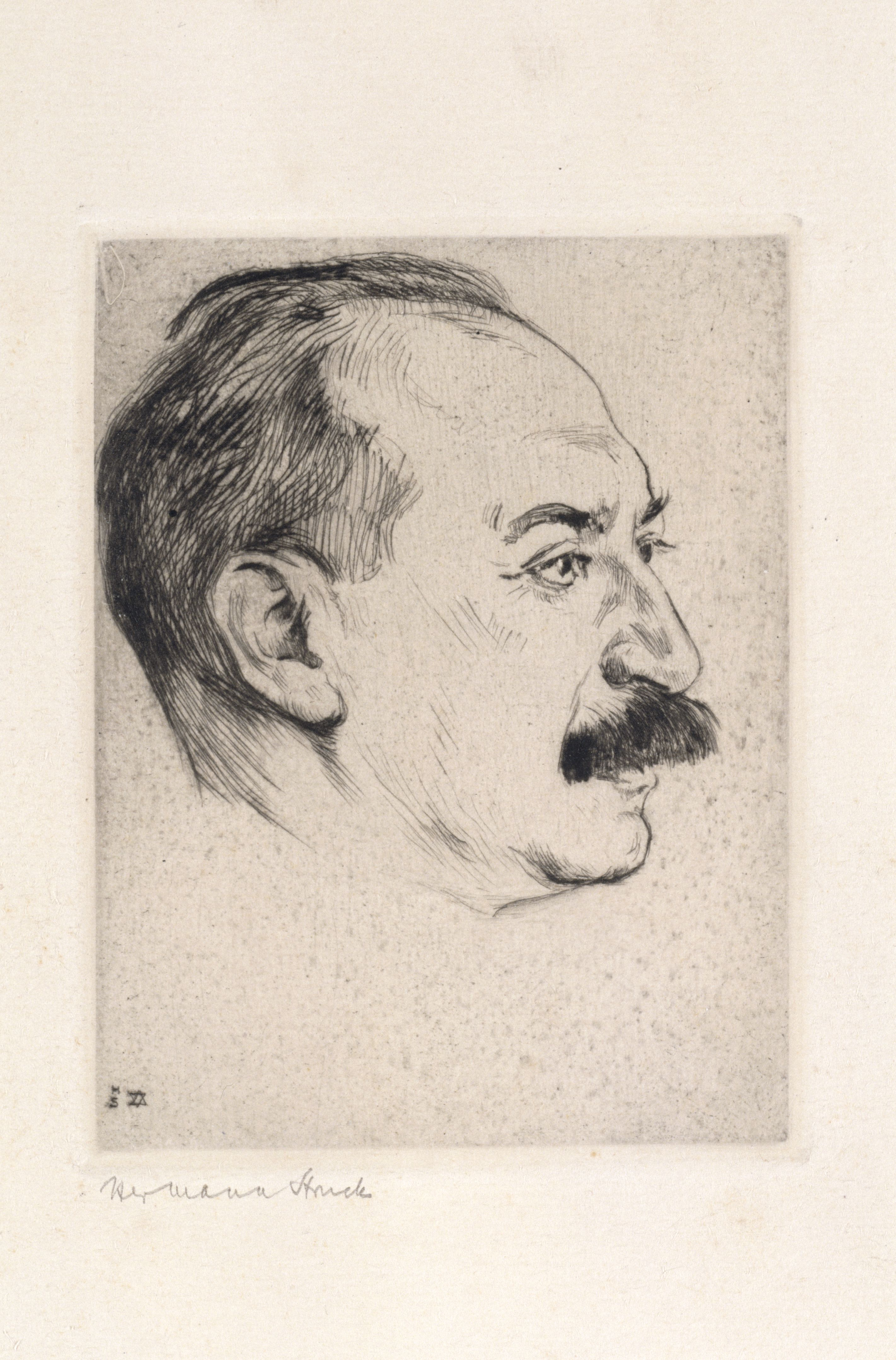
Hermann Struck: Adolph Donath (um 1923)

Adolph Donath (geboren 9. Dezember 1876 in Kremsier, Mähren, Österreich-Ungarn; gestorben 27. Dezember 1937 in Prag) war ein tschechoslowakischer Kunstkritiker.

## Leben
Donath besuchte das Gymnasium in Kremsier und nahm 1895 ein Studium der Rechtswissenschaften und Philosophie an der Wiener Universität auf, das er 1899 ohne Abschluss beendete. Donath veröffentlichte 1898 seinen ersten Gedichtband, dem bis 1918 noch zwei weitere folgten. Er begann journalistisch für die Wiener Tageszeitung Neue Freie Presse zu schreiben und veröffentlichte auch in der Zeitschrift Die Gesellschaft. Er schrieb auch für die zionistische Zeitung Die Welt, hielt sich aber vom politischen Zionismus fern. 1905 zog er nach Berlin und heiratete 1906 Marie Thomas. Er wurde dort Feuilletonredakteur bei der B.Z. am Mittag. Er freundete sich mit dem Museumsleiter Wilhelm von Bode an, zu seinem Bekanntenkreis gehörten auch Leo Grünstein, Theodor Herzl und Marek Scherlag, sowie die Maler Max Liebermann, Ephraim Moses Lilien, Hermann Struck, Erich Wolfsfeld und Lesser Ury, über deren Werk er zum Teil kleine Abhandlungen veröffentlichte.
Im Ersten Weltkrieg wurde Donath 1915 in den Landsturm der k.u.k. Armee eingezogen und in der Etappe in Brünn und Lublin stationiert, wo er auf Hermann Struck, Arnold Zweig und Sammy Gronemann traf. Nach Kriegsende erhielt er die tschechoslowakische Staatsbürgerschaft. Donath ging zurück nach Berlin und arbeitete dort als Kunstkritiker, ab 1925 beim Feuilleton des Berliner Tageblatts. Er gab die Zeitschrift Der Kunstwanderer und das Jahrbuch für Kunstsammler heraus.
Nach der Machtübergabe an die Nationalsozialisten 1933 emigrierte Donath nach Prag und versuchte dort, weiterhin als Kunstkritiker zu publizieren.

## Schriften (Auswahl)
- Tage und Nächte. Gedichte. Einleitung Georg Brandes. Berlin : Rauchinger, 1898
- Mensch und Liebe. Neue Gedichte. Berlin : Ernst Hofmann, 1902
- Psychologie des Kunstsammelns. Berlin : R. C. Schmidt & Co., 1911
- Verzeichnis der Radierungen von E. M. Lilien. Wien : Halm, 1919
- (Hrsg.): Der Kunstwanderer: Zeitschrift für alte und neue Kunst, für Kunstmarkt und Sammelwesen. Berlin. 1919 bis 1932
- (Hrsg.): Die Internationale Kunstwelt. Prag. 1934 bis 1937
- (Hrsg.): Jahrbuch für Kunstsammler 1921 bis 1923
- Erich Wolfsfeld. Berlin : Neue Kunsthandlag, 1920
- Judenlieder. Gedichte. Wien : R. Löwit, 1920
- Herman Struck. Berlin : Verlag für jüdische Kunst und Kultur, Fritz Gurlitt,  1920
- Lesser Ury : Seine Stellung in der modernen deutschen Malerei. Berlin : M. Perl, 1921
- Technik des Kunstsammelns. Berlin : R. C. Schmidt & Co. 1925
- Wie die Kunstfälscher arbeiten. Prag : Eduard Grégr, 1937